# Anthiitae
Los antiítos (Anthiitae) son una supertribu de coleópteros adéfagos de la familia Carabidae. 

## Tribus
Tiene las siguientes tribus:
- Anthiini
- Helluonini
- Physocrotaphini